# 1105 هـ
ألف ومئة وخمسة 1105 هـ هي سنة في التقويم الهجري امتدت مقابلةً في التقويم الميلادي بين سنتي 1693 و1694.

## مواليد
- عبد الله بن إسماعيل.
- محمد الصغير بن يوسف